# 高松琴平電気鉄道01形電車
高松琴平電気鉄道01形電車（たかまつことひらでんきてつどう01がたでんしゃ）および変1形電車（へん1がたでんしゃ）は高松琴平電気鉄道に在籍した電車である。

## 01形
同社志度線の前身である東讃電気軌道が開業期に新造した車輛で、1911年川崎造船所製である。オープンデッキの4輪単車で木造車体、屋根はモニタールーフ（段落ち屋根）で車長は9.5mである。1 - 12号の計12両が製造され、全車両が高松琴平電気鉄道に受け継がれて戦災による廃車もなかったが、終戦直後の酷使のため老朽化が激しく、60形が入線すると半数の6両が廃車された。残りの6両は出入り口にドアを設置して集電装置をポールからパンタグラフに改装し、屋根をレイルロードルーフ（上段屋根の車端部が下段屋根に丸く落とし込んで接合されるタイプの二重屋根）化するなどの改修を施した上で番号を1 - 6に改番した。1963年までに全車廃車され、うち1両（車番不明）の車体が房前駅で待合室として使用されていた。

## 変1形
四国水力電気が東讃電気軌道を合併後1917年に新造した車両で、長崎電気軌道製である。01形と同じく4輪単車で木造車体であるが、車体はそれよりも一回り小型だった。01形の続番として13 - 16の4両が製造されたが、このうち16は全く使用されず今橋工場に放置されていた。他の3両は戦後すぐ廃車となった。